# 大日本帝国憲法第38条
大日本帝国憲法第38条（だいにほん/だいにっぽん ていこくけんぽう だい38じょう）は、大日本帝国憲法の第3章「帝国議会」に記載されている。

## 現代風の表記
両議院は、政府の提出する法律案を議決し、及び各々において法律案を提出することができる。

## 内容
議会における基本事項を、この法でしるしている。また、両議院とは貴族院、衆議院を指す

## 参照
大日本帝国憲法・目次